# ویلیام گیلبرت (راگبی)
ویلیام گیلبرت (انگلیسی: William Gilbert; ۱ فوریهٔ ۱۷۹۹ – ۲ ژانویهٔ ۱۸۷۷) اهالی کسب‌وکار، کارآفرین و مخترع اهل پادشاهی بریتانیای کبیر بود، که در سال ۱۸۲۳ شرکت گیلبرت راگبی را تأسیس کرد.